# Parque Nacional Khojir
O Parque Nacional Khojir (em persa: پارک ملی خجیر) é a mais antiga área protegida do Irão, localizada nas encostas sul das montanhas Alborz, a leste de Teerão, na província de Teerão. Foi estabelecido como reserva de vida selvagem em 1979 e promovido a parque nacional em 1982. Cobre 99,71 quilómetros quadrados na bacia do rio Jajrood e varia em altitude de 1200 a 2200 metros.

## Fauna
O leopardo-persa e o gato-selvagem-asiático foram registados durante pesquisas de captura de câmera na área protegida desde 2005, e um gato-de-palas foi registado pela primeira vez na primavera de 2008.